# Silene thysanodes
Silene thysanodes är en nejlikväxtart som beskrevs av Edward Fenzl. Silene thysanodes ingår i släktet glimmar, och familjen nejlikväxter. Inga underarter finns listade i Catalogue of Life.